# Gupta-Reich

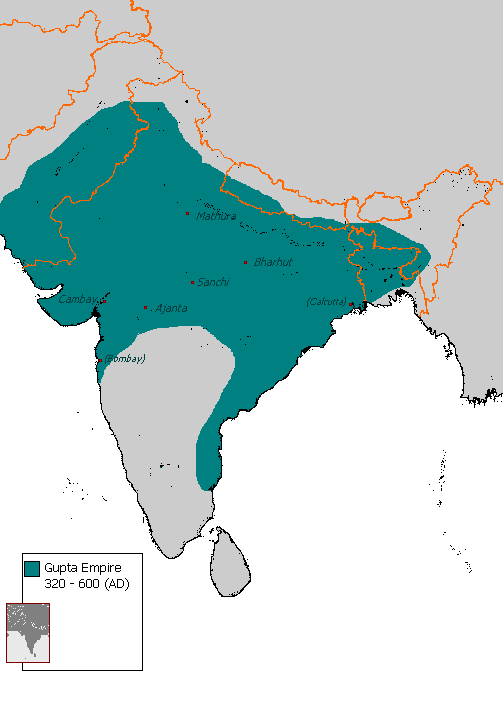
Das Reich der Gupta auf dem Höhepunkt seiner Macht

Die Gupta (Sanskrit, गुप्त, gupta) waren eine altindische hinduistische Herrscher-Dynastie. Ihr Name steht neben den Maurya und Kuschana für das antike Indien. Die Epoche der Gupta-Dynastie von etwa 271 bis 562 gilt als „goldenes“ bzw. „klassisches Zeitalter“ der indischen Geschichte. Die Gupta-Herrscher hatten die ebenfalls hinduistischen Aulikaras zum innenpolitischen Gegner und wurden von diesen vor allem in der Spätphase zurückgedrängt; außenpolitisch mussten sie sich mit den Hunas (= „Iranische Hunnen“) auseinandersetzen.

## Herkunft
Die Gupta-Könige – ursprünglich eine lokale Fürstenfamilie, die sich in der zweiten Hälfte des 3. Jahrhunderts in der Grenzzone zwischen Bihar und Bengalen etabliert hatte – kamen um 271 n. Chr. an die Macht, beendeten die Kleinstaaterei im Norden des indischen Subkontinents, die seit dem Untergang des Maurya-Reiches herrschte und sorgten für politische und wirtschaftliche Stabilität.
Stammvater der Gupta-Dynastie war nach der Ansicht des Historikers Anant Sadashiv Altekar ein gewisser Gupta (reg. ab ca. 271). König Chandragupta I. (reg. ca. 320–335), nicht zu verwechseln mit Chandragupta Maurya, der rund 6 Jahrhunderte zuvor die Maurya-Dynastie begründet hatte, stammte wohl von einer Kshatriyafamilie ab. Zumindest fand man keine Münzen der Vorgänger, so dass die behauptete königliche Herkunft sehr vage ist. Durch Chandraguptas Hochzeit mit Kumaradevi, einer Prinzessin des Licchavi-Geschlechts, war es ihm möglich, König von Magadha zu werden in der Gangesregion. Als Residenz wählte er die alte Metropole Pataliputra (heute Patna) und führte im Jahr 320 die von seinen Nachfolgern beibehaltene Gupta-Zeitrechnung ein. Davon abgesehen ist von seiner Tätigkeit nichts bekannt. Das Reich umfasste die Regionen Magadha und Bengalen.

## Samudragupta und die Vorherrschaft in Indien
Nur 15 Jahre später konnte der Sohn, Samudragupta (reg. 335–375), die Grenzen des Reiches weiter ausdehnen. Damals betitelte er sich noch als „Tochtersohn des Licchavi“ und nicht als „Gupta“, was sich aber bald änderte. Der Eroberer hat eine Inschrift auf einer Säule Ashokas in Prayaga (heute Prayagraj) hinterlassen, so dass seine zahlreichen Kriegszüge gegen indische Kleinstaaten bekannt sind. Auf der Säule ist von den unterworfenen Königen und eroberten Gebieten im Norden, einem Militärschlag im Süden sowie von Tributen aus der westlichen Shakaregion, Sri Lanka und dem Nordiran die Rede.
Unter Samudragupta wurden in Indien erstmals Goldmünzen geprägt, die diesen nicht nur als Eroberer, sondern auch als Musiker darstellen. Diese eindrucksvollen Münzen waren wie die Titel der Gupta (etwa: Maharajahiraja Paramabhattaraka, d. h. „Großer König der Könige, oberster Gebieter“) ein wichtiges Propagandamittel und überdies ein Zeichen des wirtschaftlichen Erfolges und des allgemeinen Wohlstandes. Der König sah sich übrigens als erster Hindu als Chakravartin-Herrscher (wörtl.: „Radandreher“) an, als idealen Herrscher, der das Rad des Lebens dreht und die Welt beherrscht.

## Chandragupta II.

Die Chandragupta II. zugeschriebene, nicht rostende Eiserne Säule steht im Qutb-Komplex in Delhi.

Sein Sohn, Chandragupta II. (reg. 375–413/15), machte aus der Gupta-Dynastie und Staat eine Großmacht, indem er durch Heiratspolitik die Staaten einbinden konnte, mit denen sein Vater den Krieg wohlweislich vermieden hatte: Er sah seine Chance in der Allianz der Gupta mit der Vakataka-Dynastie Rudrasenas II. Südindiens. Durch die Heirat seiner Tochter Prabhavatigupta in dieses Herrscherhaus sicherte sich Chandragupta II. den Frieden mit dem Süden. Und so konnten sich seine Truppen auf den Kampf im Westen, d. h. auf die Unterwerfung der Shakas, auch Westliche Satrapen genannt, konzentrieren (vollständige Unterwerfung durch die Gupta bis ca. 385 n. Chr.).
Das politische Geschick seiner Herrscher machte sich für die Gupta bezahlt: Lokale Beamte wurden aus ihren Anteilen der Landsteuer schwerreich, Händler häuften ein Vermögen mit dem Handel zwischen China und dem Mittelmeer an, da sie die Handelsrouten kontrollierten. Die Regierungsgewalt in den Städten wurde oftmals in die Hände von Gilden der Handwerker, Händler und Bankiers gelegt und viele Stadträte bestanden aus Handwerkern, Künstlern und Händlern. Generell hatten die Städte Indiens dieser Zeit einen höheren wirtschaftlichen und kulturellen Stellenwert als später im indischen Mittelalter.
Erwähnenswert sind auch noch einige Informationen des chinesischen Pilgermönches Faxian (Dongjin, reiste 399–412), der das Reich Chandraguptas II. besuchte. Er schrieb: „Das Volk ist reich und glücklich, unbelästigt von jeglicher Kopfsteuer oder staatlichen Beschränkungen. Nur die, die das Land des Königs bebauen, zahlen eine Landsteuer. Sie sind frei zu gehen oder zu bleiben. Der König regiert das Land, ohne die Todesstrafe anzuwenden. Sogar Hochverräter erhalten nur ihre rechte Hand abgeschlagen.“
Zur Zeit der Gupta erfolgte auch eine Erneuerung des Hinduismus: Die alten Schriften wurden wieder gelesen und der bis dahin philosophisch und intellektuell dominierende Buddhismus bekam zunehmend Konkurrenz. Künstlerisch beeindruckende hinduistische Gupta-Tempel wurden erbaut. Gleichwohl wurden auch buddhistische Stätten wie Sanchi mit Bauten (Tempel Nr. 17) und eindrucksvollen Buddha-Bildnissen (Stupa Nr. 1) ausgestattet; der Dhamekh-Stupa in Sarnath wurde ebenfalls erneuert. Auch die Ideologie des Kastenwesens, das bis heute in Indien Gültigkeit hat, wurde wieder gepflegt.

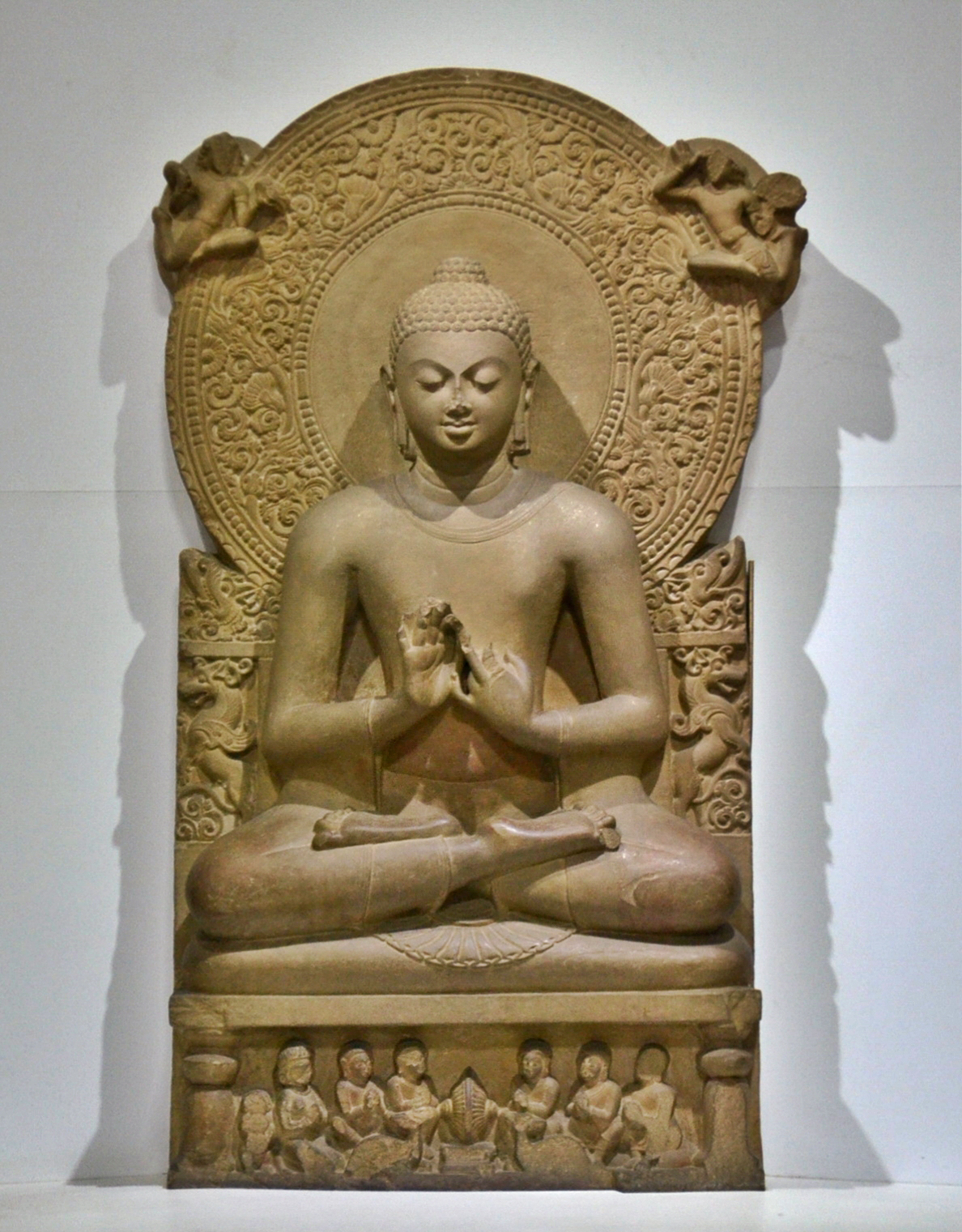
Die berühmte Figur des lehrenden Buddha aus Sarnath entstammt der Gupta-Zeit (5. Jh.).

## Spätblüte unter Kumaragupta I.
In der 1. Hälfte des 5. Jahrhunderts herrschte ein friedlicher Kaiser, Kumaragupta I. (reg. 415–455), über das Land; Religion und Klosterbesitz wurden gefördert. Die buddhistischen Klöster entwickelten sich zu seiner Zeit zu (von der städtischen Wirtschaft abhängigen) Finanzzentren und die hinduistischen Klöster trumpften mit rasch wachsendem Landbesitz auf. Die Verwaltung wurde stark unterteilt: in Provinzen, Distrikte, Städte und Dörfer. Der König kontrollierte nur einen Teil davon direkt, es gab Kompetenzüberschneidungen und die Herrschaft ging schleichend wieder auf die lokalen Fürsten über. Auch wurden die Steuereinnahmen nicht mehr an den Gupta-Herrscher abgeführt, sondern die Steuerbeamten behielten diese für ihre eigenen Interessen.
Im späten 5. Jahrhundert verlor die Gupta-Dynastie zunehmend an Macht. Aus dem Norden kam eine neue Bedrohung: Ein Stammesverband von Nomaden ließ sich in Baktrien nieder und zog nun langsam über das Gebirge Nordwestindiens. Gegen Ende des 5. Jahrhunderts kam es zum Kampf zwischen den Gupta und den „Hunas“. Hierbei handelte es sich um Gruppen der sogenannten „Iranischen Hunnen“, am wahrscheinlichsten um die Kidariten oder die folgende Welle der Alchon. Die Alchon-Gruppe wird oft mit den Hephthaliten vermischt, doch nur die Alchon expandierten im frühen 6. Jahrhundert massiv nach Nordwestindien gegen das Gupta-Reich. Jedenfalls konnte Kumaraguptas Sohn Skandagupta den Einfall zunächst zurückhalten.

## Nieder- und Untergang
Unter Skandagupta (reg. 455–467) und seinem Neffen Budhagupta (ca. 476–495, er setzte sich erst in einem langjährigen Nachfolgestreit durch) blieb die Ausdehnung des Gupta-Reiches noch erhalten. Dies bezeugen viele Inschriften, auch wenn z. B. in einer von 484/5 aus Eran (in Malwa) nebenher auch noch lokale Regenten erwähnt werden. Aber danach traten um 500 mehrere Könige gleichzeitig oder zumindest kurz nacheinander auf. Zwei dieser Thronanwärter wurden durch Inschriften in Malwa und Bengalen identifiziert, ein dritter namens Baladitya wurde bei Xuanzang für das Kernland Magadha erwähnt. Dieser Baladitya wird anhand der Klassifizierung der Münztypen und anhand von Siegelinschriften in Nalanda meistens mit Narasimhagupta (II.) gleichgesetzt.
In der ersten Hälfte des 6. Jahrhunderts fielen erneut Eindringlinge in Indien ein: Unter diesen Hunas sind die bereits erwähnten Alchon (nicht die eigentlichen Hephthaliten) zu verstehen. Die Gupta verloren Kaschmir und den Punjab an deren Herrscher Toramana und Mihirakula. Der letzte ernstzunehmende Gupta-Thronanwärter Bhanugupta (in Malwa) verlor 510 eine Schlacht gegen Toramana und musste nach Bengalen fliehen. Dieser Verlust der wichtigsten Gebiete des Nordens leitete schließlich das Ende des Gupta-Reiches ein: Indien wurde erneut unter den Lokalfürstentümern aufgeteilt. Zumindest soll Narasimhagupta II. Baladitya (nach anfänglichen Niederlagen und Tributzahlungen ca. 515) im Bund mit Yasodharman von Malwa den Alchonkönig Mihirakula angegriffen und gefangen genommen haben, als dieser wegen seiner Buddhistenverfolgungen untragbar wurde (ca. 520/27).
Bereits um 532 beanspruchte Yasodharman von Malwa in einer Inschrift, neben den Gupta der „Herr von Nordindien“ bis an den Himalaya zu sein. Spätestens bis ca. 562 verloren die „imperialen“ Gupta dann endgültig die Kontrolle und verschwanden aus der Geschichte. Teilfürsten und Generäle wie die Jüngeren Gupta in (Ost-)Malwa, die Vardhanas (vgl. Harsha) in Thanesar und die Maukharis in Kannauj übernahmen die Macht und Nachfolge.

## Die Späten Gupta
Nach dem Verschwinden der (imperialen) Gupta existierten noch die sogenannten „Späteren Gupta“ in Magadha, unter anderem als Rivalen der Maukharis. Es ist aber nicht sicher, ob sie schon vom frühen 6. Jahrhundert an in Magadha saßen (als Nebenlinie der eigentlichen Gupta) oder ob sie zunächst nur in Malwa regierten und erst ihr Prinz Madhavagupta von Harsha Vardhana in Magadha eingesetzt wurde. Der letzte Vertreter der Späteren Gupta (der „Gauda-König“) wurde jedenfalls im frühen 8. Jahrhundert in Magadha durch den Kunstdichtungsförderer Yashovarman von Kanauj beseitigt.

## Liste der Herrscher des Gupta-Reiches
- Gupta (ca. 271–300)
- Ghatotkacha (ca. 300–320)
- Chandragupta I. (320–335)
- Samudragupta (335–375)
- Ramagupta um 375 (?)
- Chandragupta II. (375–413/5)
- Kumaragupta I. (415–455)
- Skandagupta (455–467)
- Purugupta (ca. 467–472)
- Narasimhagupta Baladitya (ca. 472/73)
- Kumaragupta II. (ca. 473–476)
- Budhagupta (ca. 476–495)
- mehrere Thronanwärter um 500 ff., die Abfolge ist unklar:
  - Chandragupta III.
  - Vainyagupta um 507 (in Bengalen?)
  - Bhanugupta um 510 (in Malwa?)
  - Narasimhagupta Baladitya II. ca. 500–530, abd. (in Magadha?)
- Kumaragupta III. Kramaditya (ca. 532)
- Vishnugupta Chandraditya (ca. 550)